# Nuova Zelanda ai Giochi della XXX Olimpiade
La Nuova Zelanda ha partecipato ai Giochi olimpici di Londra svoltisi dal 27 luglio al 12 agosto 2012.
Gli atleti della delegazione neozelandese sono stati 184.
Il portabandiera della cerimonia d'apertura è stato il mezzofondista Nick Willis.

## Medaglie
| Riepilogo quotidiano | Riepilogo quotidiano | Riepilogo quotidiano | Riepilogo quotidiano | Riepilogo quotidiano | Riepilogo quotidiano | Riepilogo quotidiano |
| -------------------- | -------------------- | -------------------- | -------------------- | -------------------- | -------------------- | -------------------- |
| Giorno               | Data                 |                      |                      |                      | Totale               |                      |
| 1º                   | 27                   | —                    | —                    | —                    | —                    |                      |
| 2º                   | 28                   | 0                    | 0                    | 0                    | 0                    |                      |
| 3º                   | 29                   | 0                    | 0                    | 0                    | 0                    |                      |
| 4º                   | 30                   | 0                    | 0                    | 0                    | 0                    |                      |
| 5º                   | 31                   | 0                    | 0                    | 1                    | 1                    |                      |
| 6º                   | 1                    | 0                    | 0                    | 1                    | 1                    |                      |
| 7º                   | 2                    | 1                    | 0                    | 0                    | 1                    |                      |
| 8º                   | 3                    | 2                    | 0                    | 1                    | 3                    |                      |
| 9º                   | 4                    | 0                    | 0                    | 1                    | 1                    |                      |
| 10º                  | 5                    | 0                    | 0                    | 0                    | 0                    |                      |
| 11º                  | 6                    | 1                    | 0                    | 0                    | 1                    |                      |
| 12º                  | 7                    | 0                    | 0                    | 1                    | 1                    |                      |
| 13º                  | 8                    | 0                    | 1                    | 0                    | 1                    |                      |
| 14º                  | 9                    | 0                    | 0                    | 0                    | 0                    |                      |
| 15º                  | 10                   | 1                    | 1                    | 0                    | 2                    |                      |
| 16º                  | 11                   | 1                    | 0                    | 0                    | 1                    |                      |
| 17º                  | 12                   | 0                    | 0                    | 0                    | 0                    |                      |
| Totale               | Totale               | 6                    | 2                    | 5                    | 13                   |                      |

### Medaglie per disciplina
| Sport            | Oro | Argento | Bronzo | Totale |
| ---------------- | --- | ------- | ------ | ------ |
| Canottaggio      | 3   | 0       | 2      | 5      |
| Vela             | 1   | 1       | 0      | 2      |
| Atletica leggera | 1   | 0       | 0      | 1      |
| Canoa/kayak      | 1   | 0       | 0      | 1      |
| Ciclismo         | 0   | 1       | 2      | 3      |
| Equitazione      | 0   | 0       | 1      | 1      |

### Medagliati

#### Medaglie d'oro
| Medaglia | Atleta                       | Sport            | Evento                   |
| -------- | ---------------------------- | ---------------- | ------------------------ |
| Oro      | Nathan Cohen Joseph Sullivan | Canottaggio      | 2 di coppia maschile     |
| Oro      | Hamish Bond Eric Murray      | Canottaggio      | 2 senza maschile         |
| Oro      | Mahé Drysdale                | Canottaggio      | singolo maschile         |
| Oro      | Valerie Adams                | Atletica leggera | Getto del peso femminile |
| Oro      | Jo Aleh Polly Powrie         | Vela             | 470 femminile            |
| Oro      | Lisa Carrington              | Canoa/kayak      | K1 200 metri femminile   |

#### Medaglie d'argento
| Medaglia | Atleta                   | Sport    | Evento        |
| -------- | ------------------------ | -------- | ------------- |
| Argento  | Peter Burling Blair Tuke | Vela     | 49er          |
| Argento  | Sarah Walker             | Ciclismo | BMX femminile |

#### Medaglie di bronzo
| Medaglia | Atleta                                                                     | Sport       | Evento                            |
| -------- | -------------------------------------------------------------------------- | ----------- | --------------------------------- |
| Bronzo   | Andrew Nicholson Jonathan Paget Caroline Powell Jonelle Richards Mark Todd | Equitazione | Concorso completo a squadre       |
| Bronzo   | Juliette Haigh Rebecca Scown                                               | Canottaggio | 2 senza femminile                 |
| Bronzo   | Sam Bewley Aaron Gate Westley Gough Marc Ryan Jesse Sergent                | Ciclismo    | Inseguimento a squadre maschile   |
| Bronzo   | Peter Taylor Storm Uru                                                     | Canottaggio | 2 di coppia pesi leggeri maschile |
| Bronzo   | Simon van Velthooven                                                       | Ciclismo    | Keirin maschile                   |